# Ernest Laszlo
Ernest Laszlo, född 1898, död 1984, var en ungersk-amerikansk filmfotograf. Han är känd för sina samarbeten med Robert Aldrich och Stanley Kramer.

## Filmografi (i urval)
- 1947 – Två glada sjömän i Rio
- 1954 – Vera Cruz
- 1954 – Apache
- 1960 – Vad vinden sår
- 1961 – Dom i Nürnberg
- 1963 – En ding, ding, ding, ding värld
- 1967 – Den fantastiska resan
- 1970 – Airport – flygplatsen
- 1976 – Flykten från framtiden